# Rouffiac-Tolosan
 Rouffiac-Tolosan  es una población y comuna francesa, en la región de Mediodía-Pirineos, departamento de Alto Garona, en el distrito de Toulouse y cantón de Toulouse-15.

## Demografía
| 396 | 491 | 626 | 750 | 961 | 1404 |
| Para los censos de 1962 a 1999 la población legal corresponde a la población sin duplicidades (Fuente: INSEE [Consultar]) |     |     |     |     |      |